# バーフラー (戦列艦・2代)
|          | |
| 艦歴     | |
| 発注:    | 1762年3月1日 |
| 建造:    | チャタム工廠 |
| 進水:    | 1768年6月30日 |
| その後:  | 1819年解体 |
| 性能諸元 | |
| 全長:    | 砲列甲板：177ft 6in (54.1m) 竜骨：144ft 0.75in (43.9m) |
| 全幅:    | 50ft 3in (15.3m) |
| 喫水:    | 21ft (6.4m) |
| 機関:    | 帆走（3本マストシップ） |
| 乗員:    | 750名 |
| 兵装:    | 90門： 上砲列：12ポンド（5kg）砲30門 中砲列：18ポンド（8kg）砲30門 下砲列：32ポンド（15kg）砲28門 艦首楼：9ポンド（4kg）砲2門 98門: 上砲列：12ポンド（5kg）砲30門 中砲列：18ポンド（8kg）砲30門 下砲列：32ポンド（15kg）砲28門 後甲板：12ポンド（5kg）砲8門 艦首楼：9ポンド（4kg）砲2門 |

2代目バーフラー（HMS Barfleur）はイギリス海軍のバーフラー級90門2等戦列艦のネームシップ。トーマス・スレードにより100門1等艦ロイヤル・ウィリアムの設計に基づいて作られた。チャタム工廠で1768年6月30日に進水し、建造費は49,222ポンドだった。1780年ごろ武装が後甲板に8門追加されて98門艦となり乗員は750名に達した。同型艦としてプリンス・ジョージ、プリンセス・ロイヤル、フォーミダブルがある。バーフラーの就役期間は長くさまざまな海戦に参加した。

## 艦歴
1773年、スピットヘッドにおいてのジョージ3世の観艦式ではエドワード・ヴァーノン艦長の下艦隊司令官トーマス・パイ中将の旗艦を勤めた。
特に名声を高めているのはアメリカ独立戦争時にリーワード諸島でサミュエル・フッド少将が旗艦として使用したことによる。ジョン・ナイト艦長の指揮下、1781年4月28日マルティニク沖で発生したフランソワ・ド・グラス艦隊とのサルナス岬の海戦ではバーフラーの乗員5名が死亡している。
バーフラーは次にチェサピーク湾、セント・キッツそしてセインツの海戦に参加した。1781年9月5日のチェサピーク湾の海戦ではアリグザンダー・フッド艦長指揮下でトーマス・グレイヴス提督の次席指揮官だったフッド提督の将旗を再び掲げた。海戦はフランス海軍の勝利に終わり、戦争の成り行きに大きな影響を与えた。
バーフラーはフランス革命戦争やナポレオン戦争にも参加しており、リチャード・ハウの栄光の6月1日においてはジョージ・ボウヤー提督の旗艦（艦長カスバート・コリングウッド）であった。この海戦の中で5月29日にアンドンターブルと交戦し、6月1日の戦闘では全般に大きな貢献を果たした。9名が死亡し、負傷者は25人だった。
その後もグロワ島の海戦やサン・ビセンテ岬の海戦に参加した。最後の戦闘はフィニステレ岬の海戦である。
ナポレオン戦争終結後、バーフラーは予備役となり数年間チャタムに係留されていたが、1819年1月に解体された。